# Дубляни (станція)
Дубля́ни (Дубляни-Самбірські) — проміжна залізнична станція 5-го класу Львівської дирекції Львівської залізниці на лінії Стрий — Самбір між станціями Дрогобич (29 км) та Самбір (14,5 км). Розташована в селищі Дубляни Самбірського району Львівської області.

## Історія
Станція відкрита 31 грудня 1872 року в складі залізничної лінії Стрий — Дрогобич — Самбір — Хирів.
1974 року станція електрифікована постійним струмом (=3 кВ) в складі дільниці Самбір — Дрогобич.

## Пасажирське сполучення
На станції зупиняються приміські електропоїзди сполученням Стрий — Самбір.